# Musée maritime de l'île Tatihou
Le musée maritime de l’île Tatihou est un musée d’archéologie et d’ethnologie maritime situé dans un bâtiment de l’ancien lazaret de l’île Tatihou, dans la rade de Saint-Vaast-la-Hougue, dans le département de la Manche, en région Normandie.

## Historique
Des fouilles archéologiques terrestres datant de 1996 ont mis au jour des céramiques et des objets lithiques prouvant l’occupation humaine de l’île depuis environ 20 000 ans, mais surtout lors de l’âge du bronze (1800-1500 av. J.-C.). Sur ce site de l’ancien lazaret de l’île Tatihou, construit en 1721 après la peste de Marseille, le Muséum national d'histoire naturelle avait un laboratoire de recherche maritime de 1882 à 1923, ; le local servit ensuite de colonie scolaire jusqu’en 1939 et de centre de rééducation pour jeunes de 1948 à 1984 jusqu’à ce qu’émerge le projet de musée maritime grâce à la réhabilitation de l’île en 1990.
Lors de son ouverture au public en 1992, pour le tricentenaire de la bataille de la Hougue, le musée maritime de l’île Tatihou avait pour première vocation la conservation et la présentation du mobilier archéologique provenant des fouilles sous-marines effectuées sur les épaves dites de la Hougue. Situées à quelques encâblures de l’île, cinq épaves sont les restes de grands vaisseaux de ligne français brûlés le 3 juin 1692 à l’issue de la bataille navale. Ils furent l’objet de campagnes de fouilles de 1991 à 1995, et sont les seuls témoignages de la flotte de Jean-Baptiste Colbert et de la vie à bord des marins embarqués sur ces vaisseaux de l’époque (chaussures, vaisselle, poulies, charpentes, canons).
C’est en rapport avec ce combat naval que l’histoire moderne de Tatihou s’est constituée, tout comme les fortifications du fort de la Hougue réalisées en 1694, et qui font partie des sites majeurs de Vauban inscrits à l’Unesco depuis le 7 juillet 2008.
La baie de Saint-Vaast-la-Hougue est également un lieu lié au commerce et à la pêche. En mémoire de cette activité encore vivante aujourd’hui, le musée de Tatihou présente un second volet de son programme scientifique consacré à l’histoire et à l’ethnographie maritimes des côtes de Basse-Normandie : principalement l’histoire technique, économique et sociale de la pêche, mais aussi l’histoire des aménagements portuaires. Cette collection rassemble des bateaux à flot et au sec, des outils de charpenterie navale et des engins de pêche.

### L'incendie de 2017
Le 18 juillet 2017, un incendie — causé par deux impacts de foudre — a détruit le tiers des réserves du musée, celles destinées aux œuvres d’art avec 10 % des œuvres ethnographiques, soit près de 200 tableaux, qui étaient assurées pour deux millions d’euros. Seules subsistent les quelques toiles non mises en réserves, comme celles exposées dans les salles du musée épargnées par l’incendie. Parmi celles-ci, les peintures de Théodore Gudin (1802-1880), Léon-Gustave Ravanne (1854-1904), Michel Bez (1951-2018) et Marie Détrée-Hourrière (née en 1973). Le musée conserve encore un dessin et des gravures d’après Joseph Vernet (1714-1789).

## La bibliothèque de l’île Tatihou
La bibliothèque est située dans le bâtiment, construit en 1822, qui fut à l’origine l’hôpital du lazaret

Vues du musée maritime de l'île Tatihou
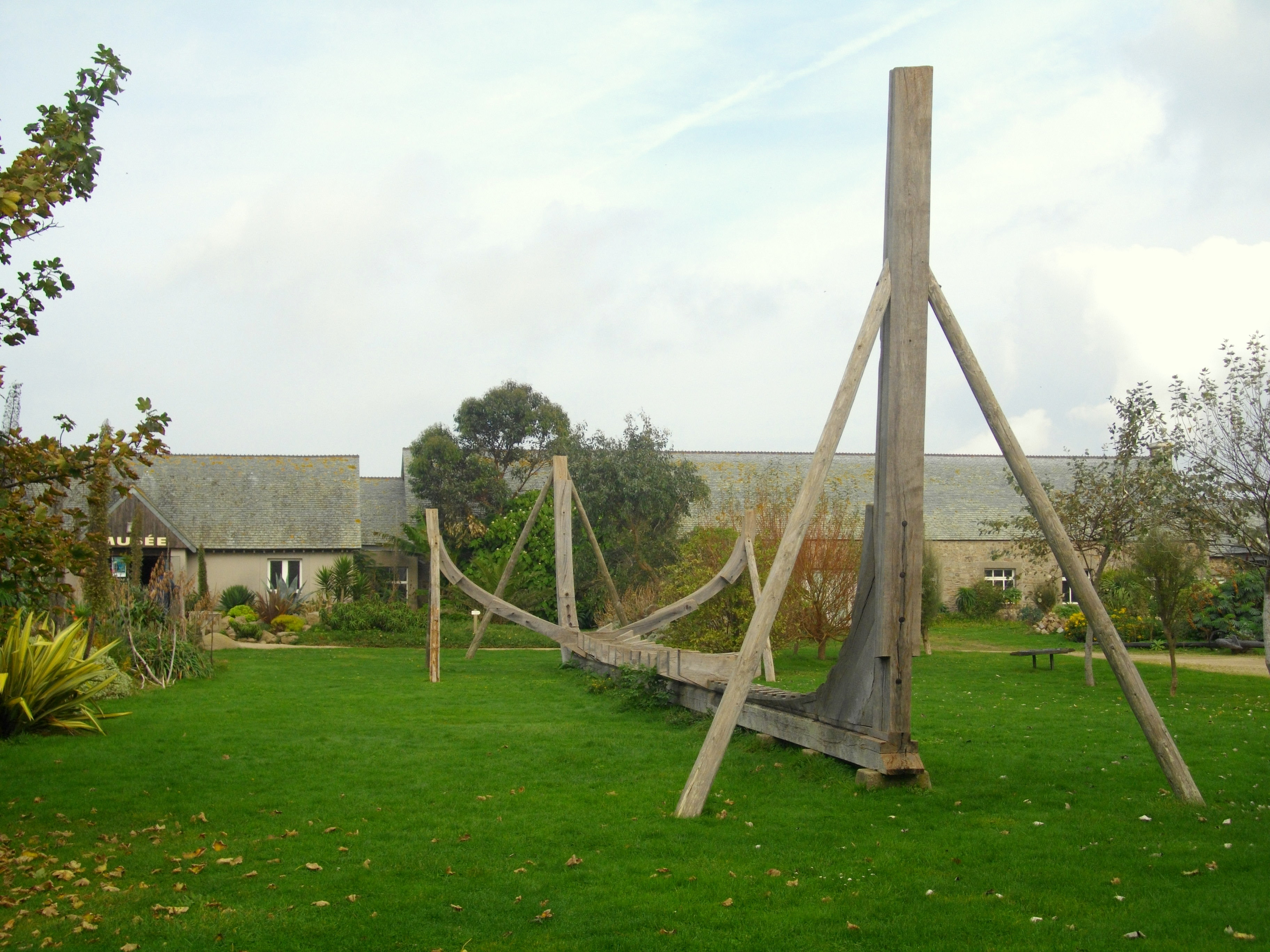
Quille de frégate.
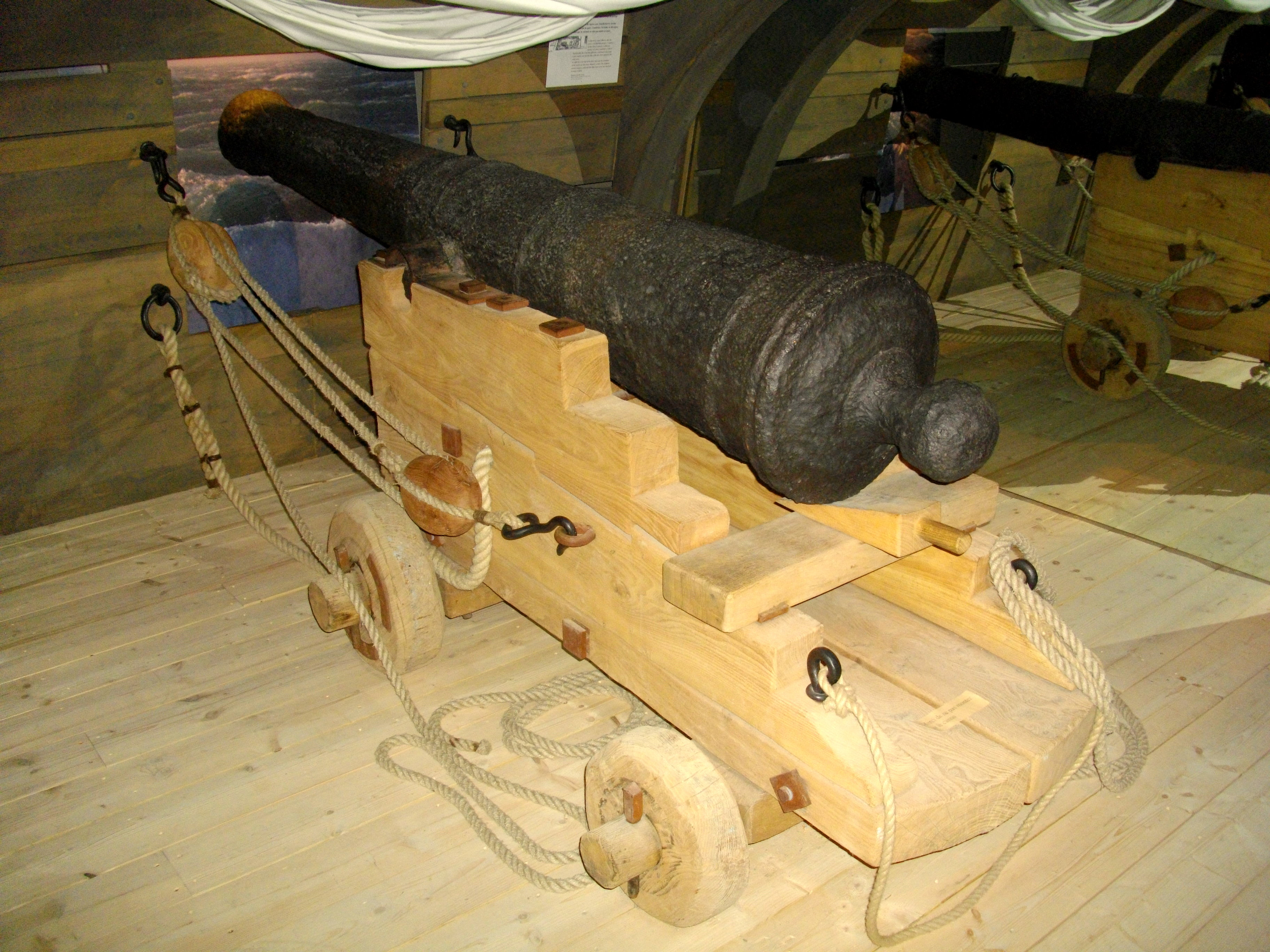
Canon de vaisseau de ligne.
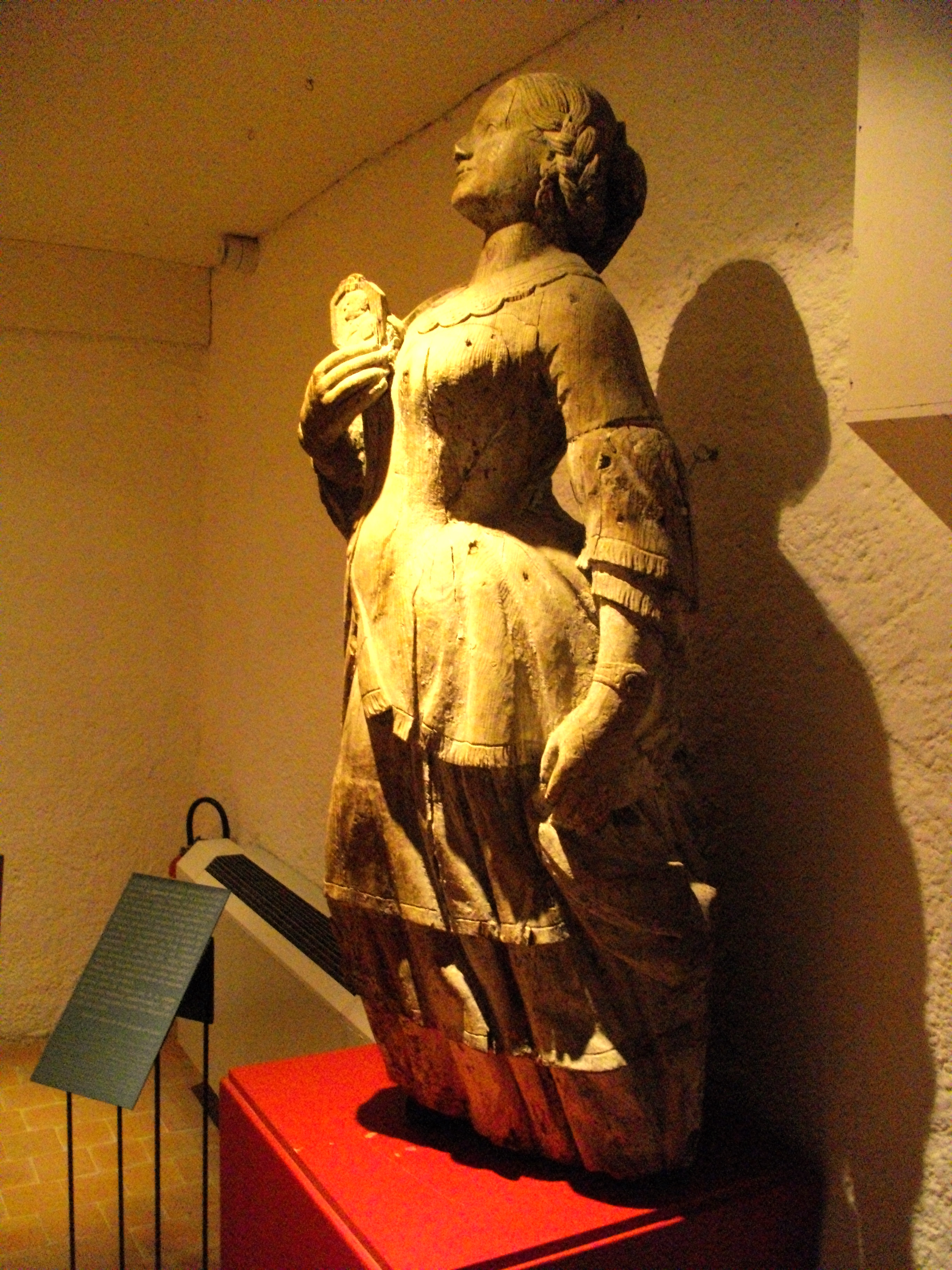
Figure de proue.
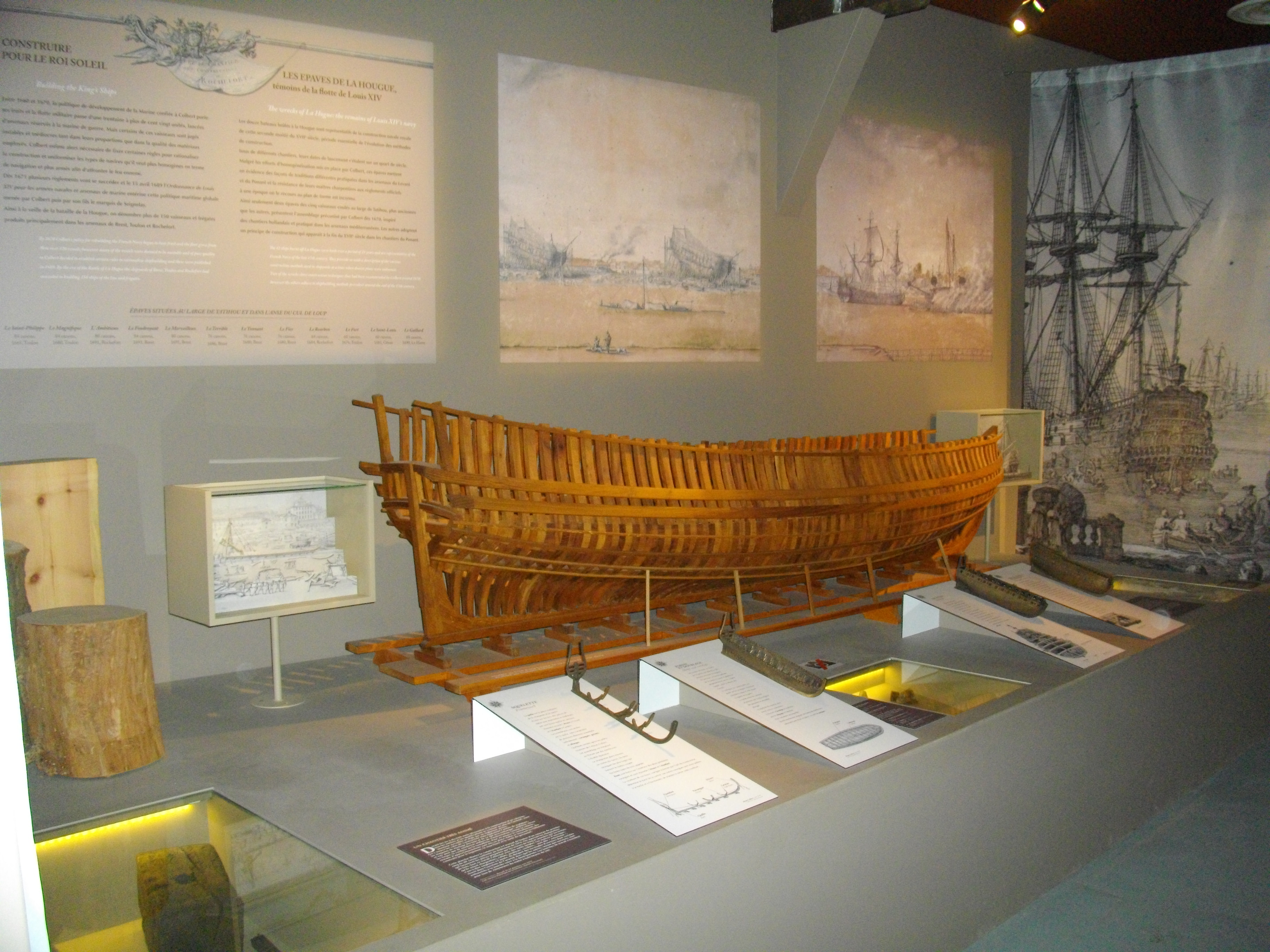
Maquette de charpente navale.
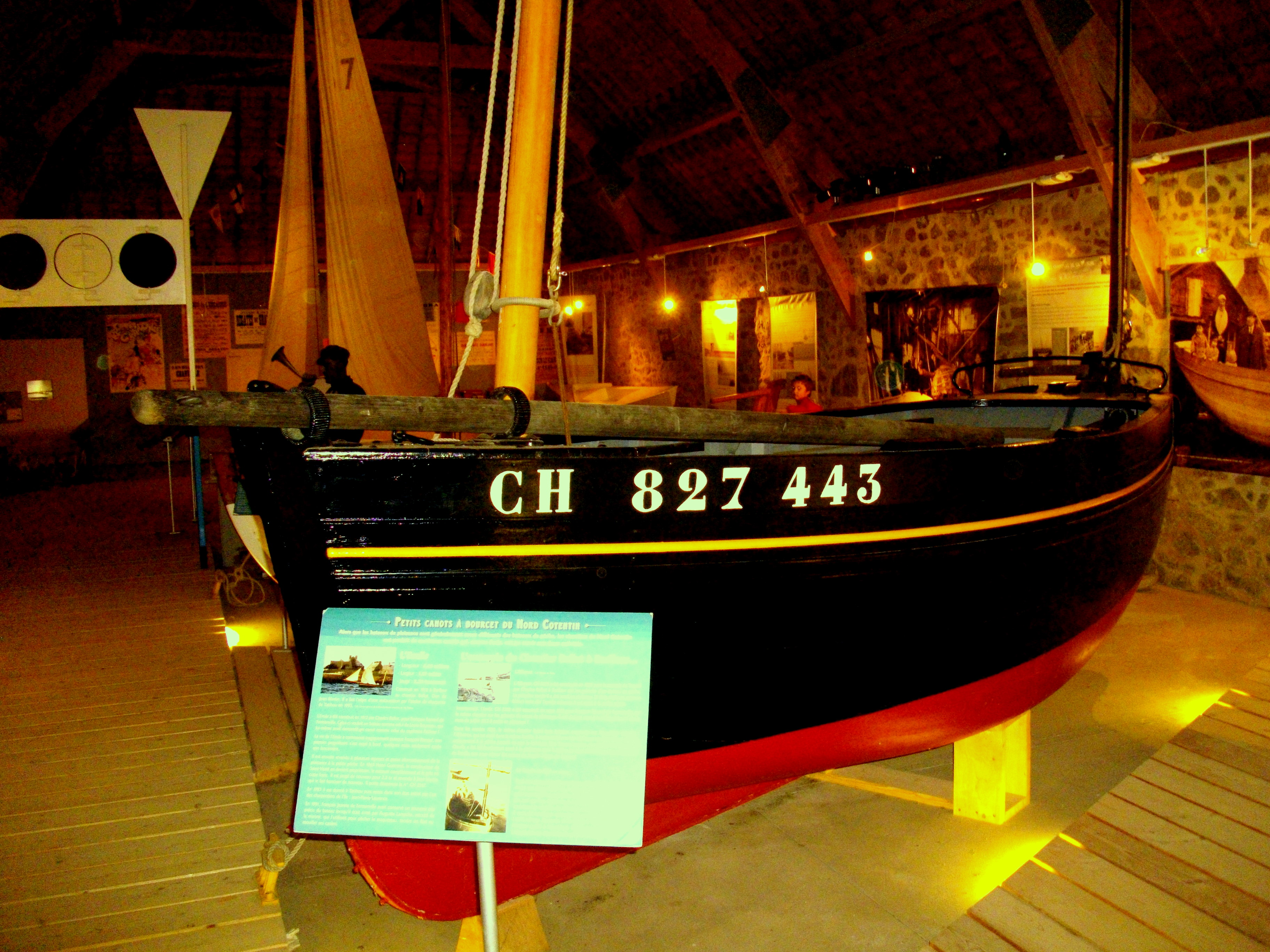
Émile, canot à Bourcet-malet.
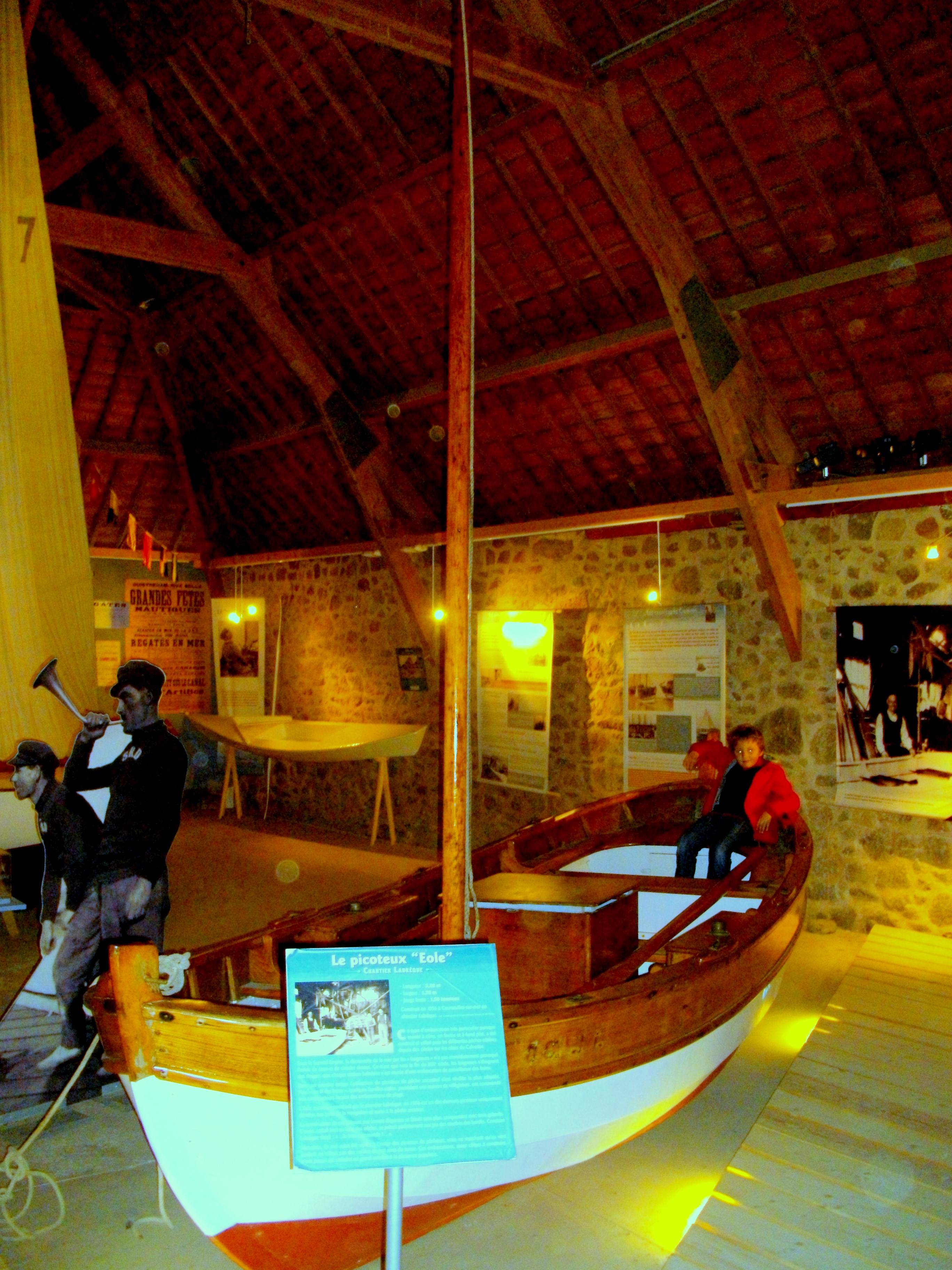
Un picoteux.